# Bài hát của chúng ta (mùa 1)
Mùa đầu tiên của chương trình Bài hát của chúng ta được phát sóng trên kênh VTV3 từ ngày 25 tháng 8 đến ngày 1 tháng 12 năm 2024.

## Nghệ sĩ tham gia
16 nghệ sĩ tham gia mùa đầu tiên đã được chương trình công bố trong tháng 8 năm 2024, gồm 8 nghệ sĩ thuộc thế hệ truyền lửa và 8 nghệ sĩ thuộc thế hệ kế thừa.
| Ca sĩ gạo cội  | Năm sinh |
| -------------- | -------- |
| Thanh Lam      | 1969     |
| Thu Minh       | 1977     |
| Thanh Hà       | 1969     |
| Quang Linh     | 1965     |
| Ngọc Anh       | 1975     |
| Hoàng Hải      | 1982     |
| Mai Tiến Dũng  | 1988     |
| Lương Bích Hữu | 1984     |

| Ca sĩ trẻ    | Năm sinh |
| ------------ | -------- |
| Vũ Thảo My   | 1997     |
| Lâm Bảo Ngọc | 1996     |
| Orange       | 1997     |
| LyLy         | 1996     |
| Phạm Anh Duy | 1992     |
| Phan Duy Anh | 1992     |
| Dương Edward | 1992     |
| Ogenus       | 1997     |

Bên cạnh các nghệ sĩ chính, chương trình còn có các nghệ sĩ góp mặt trong vai trò "thuyền trưởng", những người dẫn đầu một nhóm khán giả và là người ủng hộ cho các ca sĩ. Ở vòng đầu tiên, bảy "thuyền trưởng" bao gồm Otis, Lâm Vỹ Dạ, Võ Tấn Phát, Puka, Hữu Đằng, Mạc Văn Khoa và Lê Dương Bảo Lâm. Trong các vòng kế tiếp, vị trí "thuyền trưởng" được thay đổi theo từng tập phát sóng.

## Nội dung chương trình

### Vòng 1: Ghép cặp
Ở vòng đầu tiên mang tên "Ghép cặp", tám ca sĩ gạo cội sẽ có cơ hội được ghép đôi với tám ca sĩ trẻ để hình thành một đội. Lần lượt từng ca sĩ trẻ trình diễn một tiết mục cá nhân, và người dẫn chương trình sẽ công bố tên bài hát mà các nghệ sĩ kế thừa đã bốc thăm từ trước, tương ứng với một ca sĩ gạo cội mà họ sẽ biểu diễn cùng. Sau phần song ca, dựa trên bình chọn của khán giả, hai nghệ sĩ có quyền quyết định ghép cặp hay không; nếu có thì họ sẽ chính thức trở thành cặp song ca để cạnh tranh cho các vòng sau, nếu không họ sẽ phải ngồi ở khu vực chờ và đợi chương trình xếp cặp ngẫu nhiên khi kết thúc vòng thi.
| Nhóm                        | Ca sĩ trẻ                   | Bài hát biểu diễn (Tác giả)                                            | Trình diễn cùng ca sĩ gạo cội | Trình diễn cùng ca sĩ gạo cội        | Trình diễn cùng ca sĩ gạo cội | Quyết định                  |
| Nhóm                        | Ca sĩ trẻ                   | Bài hát biểu diễn (Tác giả)                                            | Ca sĩ gạo cội                 | Bài hát biểu diễn (Tác giả)          | Tỷ lệ bình chọn               | Quyết định                  |
| Tập 1 (25 tháng 8 năm 2024) | Tập 1 (25 tháng 8 năm 2024) | Tập 1 (25 tháng 8 năm 2024)                                            | Tập 1 (25 tháng 8 năm 2024)   | Tập 1 (25 tháng 8 năm 2024)          | Tập 1 (25 tháng 8 năm 2024)   | Tập 1 (25 tháng 8 năm 2024) |
| --------------------------- | --------------------------- | ---------------------------------------------------------------------- | ----------------------------- | ------------------------------------ | ----------------------------- | --------------------------- |
| 1                           | Ogenus                      | "Từ thích thích thành thương thương" (Kai Đinh, Hứa Kim Tuyền, Ogenus) | Mai Tiến Dũng                 | "Đôi mắt" (Nguyễn Hải Phong, Ogenus) | 98%                           | Không đồng ý                |
| 1                           | Orange                      | "Em nhớ anh rất nhiều" (Vũ Quốc Bình, Orange)                          | Thanh Lam                     | "Cho em một ngày" (Dương Thụ)        | 80%                           | Không đồng ý                |
| 1                           | LyLy                        | "Hương đêm bay xa" (Châu Đăng Khoa)                                    | Hoàng Hải                     | "Hoang mang" (Võ Hoài Phúc)          | 96%                           | Không đồng ý                |
| Tập 2 (1 tháng 9 năm 2024)  |                             |                                                                        |                               |                                      |                               |                             |
| 2                           | Phạm Anh Duy                | "Để dành" (Nguyễn Xinh Xô)                                             | Quang Linh                    | "Thương quá Việt Nam" (Phạm Thế Mỹ)  | 100%                          | Không đồng ý                |
| 3                           | Lâm Bảo Ngọc                | "Trái tim em cũng biết đau" (Mr. Siro)                                 | Thu Minh                      | "Yêu mình anh" (Da Da)               | 48%                           | Không đồng ý                |
| 3                           | Vũ Thảo My                  | "Em ngày xưa khác rồi" (Vương Anh Tú)                                  | Lương Bích Hữu                | "Dằm trong tim" (Thu Hà)             | 67%                           | Không đồng ý                |
| Tập 3 (8 tháng 9 năm 2024)  |                             |                                                                        |                               |                                      |                               |                             |
| 4                           | Phan Duy Anh                | "Từng yêu" (Nguyễn Đình Dũng)                                          | Ngọc Anh                      | "Người hãy quên em đi" (Khắc Hưng)   | 95%                           | Đồng ý                      |
| 4                           | Dương Edward                | "Em không sai, chúng ta sai" (Nguyễn Phúc Thiện)                       | Thanh Hà                      | "Sợ yêu" (Hoàng Nhã)                 | 73%                           | Đồng ý                      |

#### Các bảng
Kết thúc tất cả phần trình diễn, ngoài hai cặp đã đồng ý ghép đôi là Ngọc Anh - Phan Duy Anh và Thanh Hà -  Dương Edward, sáu cặp còn lại được xác định thông qua bốc thăm ngẫu nhiên, lần lượt là Quang Linh - Phạm Anh Duy, Thu Minh - Vũ Thảo My, Hoàng Hải - Lâm Bảo Ngọc, Thanh Lam - Orange, Lương Bích Hữu - Ogenus và Mai Tiến Dũng - LyLy. Tám cặp đôi sau khi hoàn thiện được chia thành hai bảng A và B để thi đấu với nhau ở các vòng kế tiếp. Kết quả chia bảng như sau.
| Thanh Lam – Orange      |
| Thu Minh – Vũ Thảo My   |
| Lương Bích Hữu – Ogenus |
| Mai Tiến Dũng – LyLy    |

| Thanh Hà – Dương Edward   |
| Ngọc Anh – Phan Duy Anh   |
| Quang Linh – Phạm Anh Duy |
| Hoàng Hải – Lâm Bảo Ngọc  |

### Vòng 2: Liveshow 1
Tại vòng công diễn đầu tiên, bốn cặp đôi trong mỗi bảng thi đấu với nhau qua hai lượt:
- Lượt 1: Trình diễn tứ ca của từng nhóm ca sĩ gạo cội và ca sĩ trẻ. 300 khán giả tại trường quay chấm điểm cho từng cá nhân, điểm của ca sĩ truyền lửa và ca sĩ kế thừa trong cặp được cộng lại để có điểm tổng.
- Lượt 2: Trình diễn song ca của từng cặp ca sĩ gạo cội và ca sĩ trẻ. 300 khán giả trường quay chấm điểm cho mỗi tiết mục.

Tổng hợp kết quả của cả hai lượt, cặp đôi có số điểm cao nhất được quyền lựa chọn một cặp bất kỳ để tạo thành liên minh cho vòng trình diễn tiếp theo, hai cặp còn lại tạo nên liên minh còn lại.

#### Bảng A
- Ngày phát sóng: 22 tháng 9 năm 2024
- Chủ đề: Hãy cứ khát khao, hãy cứ dại khờ
- "Thuyền trưởng": Hữu Đằng, Mạc Văn Khoa
- Tham khảo: [17][18][19]

Đội Thu Minh – Vũ Thảo My giành hạng nhất của đêm thi này và đã chọn cặp đôi Lương Bích Hữu – Ogenus cho liên minh của mình.
| Trình diễn tứ ca   | Trình diễn tứ ca | Trình diễn tứ ca                     | Trình diễn tứ ca                                                  | Trình diễn tứ ca                 | Trình diễn tứ ca |
| Thế hệ kế thừa     | Thế hệ kế thừa   | Bài hát biểu diễn (Tác giả)          | Thế hệ truyền lửa                                                 | Bài hát biểu diễn (Tác giả)      | Điểm lượt 1      |
| ------------------ | ---------------- | ------------------------------------ | ----------------------------------------------------------------- | -------------------------------- | ---------------- |
| Vũ Thảo My         | Vũ Thảo My       | "Mong ước kỷ niệm xưa" (Xuân Phương) | Thu Minh                                                          | "Có hẹn với thanh xuân" (Grey D) | 132              |
| LyLy               | LyLy             | "Mong ước kỷ niệm xưa" (Xuân Phương) | Mai Tiến Dũng                                                     | "Có hẹn với thanh xuân" (Grey D) | 125              |
| Orange             | Orange           | "Mong ước kỷ niệm xưa" (Xuân Phương) | Thanh Lam                                                         | "Có hẹn với thanh xuân" (Grey D) | 130              |
| Ogenus             | Ogenus           | "Mong ước kỷ niệm xưa" (Xuân Phương) | Lương Bích Hữu                                                    | "Có hẹn với thanh xuân" (Grey D) | 213              |
| Trình diễn song ca |                  |                                      |                                                                   |                                  |                  |
| #                  | Ca sĩ trẻ        | Ca sĩ gạo cội                        | Bài hát biểu diễn (Tác giả)                                       | Điểm lượt 2                      | Tổng điểm        |
| 1                  | Vũ Thảo My       | Thu Minh                             | "Cà phê" (Khắc Hưng)                                              | 290                              | 422              |
| 2                  | Ogenus           | Lương Bích Hữu                       | "Anh tin mình đã cho nhau một kỷ niệm" (Lương Bằng Quang, Ogenus) | 202                              | 415              |
| 3                  | LyLy             | Mai Tiến Dũng                        | "Mượn rượu tỏ tình" (Tiên Cookie, BigDaddy)                       | 267                              | 392              |
| 4                  | Orange           | Thanh Lam                            | "Bùa yêu" (Tiên Cookie, Phạm Thanh Hà, Dương K)                   | 288                              | 418              |

#### Bảng B
- Ngày phát sóng: 29 tháng 9 năm 2024
- Chủ đề: Hãy cứ khát khao, hãy cứ dại khờ
- "Thuyền trưởng": Hữu Đằng, Lê Lộc, Lê Nhân
- Khán giả đặc biệt: Erik, Đức Phúc, JSOL, Hùng Huỳnh, Đỗ Phú Quí, Phương Uyên, Lê Phương, Nguyễn Minh Cường
- Tham khảo: [20][21][22]

Đội Quang Linh – Phạm Anh Duy giành hạng nhất của đêm thi này và đã chọn cặp đôi Thanh Hà – Dương Edward cho liên minh của mình.
| Trình diễn tứ ca   | Trình diễn tứ ca | Trình diễn tứ ca            | Trình diễn tứ ca                            | Trình diễn tứ ca               | Trình diễn tứ ca |
| Thế hệ kế thừa     | Thế hệ kế thừa   | Bài hát biểu diễn (Tác giả) | Thế hệ truyền lửa                           | Bài hát biểu diễn (Tác giả)    | Điểm lượt 1      |
| ------------------ | ---------------- | --------------------------- | ------------------------------------------- | ------------------------------ | ---------------- |
| Phan Duy Anh       | Phan Duy Anh     | "Hai mươi" (Quốc Bảo)       | Ngọc Anh                                    | "Hai mươi hai" (Hứa Kim Tuyền) | 142              |
| Lâm Bảo Ngọc       | Lâm Bảo Ngọc     | "Hai mươi" (Quốc Bảo)       | Hoàng Hải                                   | "Hai mươi hai" (Hứa Kim Tuyền) | 135              |
| Dương Edward       | Dương Edward     | "Hai mươi" (Quốc Bảo)       | Thanh Hà                                    | "Hai mươi hai" (Hứa Kim Tuyền) | 142              |
| Phạm Anh Duy       | Phạm Anh Duy     | "Hai mươi" (Quốc Bảo)       | Quang Linh                                  | "Hai mươi hai" (Hứa Kim Tuyền) | 181              |
| Trình diễn song ca |                  |                             |                                             |                                |                  |
| #                  | Ca sĩ trẻ        | Ca sĩ gạo cội               | Bài hát biểu diễn (Tác giả)                 | Điểm lượt 2                    | Tổng điểm        |
| 1                  | Phan Duy Anh     | Ngọc Anh                    | "Cơn mưa tình yêu" (Mạnh Quân)              | 273                            | 415              |
| 2                  | Phạm Anh Duy     | Quang Linh                  | "Bật tình yêu lên" (Tăng Duy Tân, Hieu Bae) | 268                            | 449              |
| 3                  | Lâm Bảo Ngọc     | Hoàng Hải                   | "Trót yêu" (Ái Phương)                      | 266                            | 401              |
| 4                  | Dương Edward     | Thanh Hà                    | "Một ngày mùa đông" (Bảo Chấn, Phương Uyên) | 267                            | 409              |

### Vòng 3: Liveshow 2
Tại vòng công diễn thứ hai, liên minh đứng thứ nhất trong bảng (là liên minh có cặp đôi đứng đầu của vòng đầu tiên) thi đấu với liên minh đứng thứ nhì của bảng khác. Có tất cả hai lượt thi:
- Lượt 1: Ba thành viên trong liên minh trình diễn tam ca; thành viên còn lại trình diễn song ca cùng một nghệ sĩ khách mời.
- Lượt 2: Các cặp ca sĩ trẻ và ca sĩ gạo cội trình diễn song ca. Các đội có quyền giữ nguyên hoặc thay đổi người hát cặp một cách tùy ý.

Điều đặc biệt là các liên minh phải dự thi với hai bài hát được ban tổ chức yêu cầu trong số bốn bài hát ở vòng này, việc phân bổ các bài hát và thành viên trình diễn cho các tiết mục do liên minh quyết định (trước đó, các liên minh tham gia vào một hoạt động nhỏ để giành quyền quyết định thứ tự trình diễn). Tổng hợp kết quả của cả hai lượt, liên minh có số điểm thấp hơn trong cặp đấu phải chia tay một ca sĩ trẻ và một ca sĩ gạo cội có điểm bình chọn thấp nhất.  

#### Trận 1: A1 v B2
- Ngày phát sóng: 6 tháng 10 năm 2024
- Chủ đề: Tình rất tình
- "Thuyền trưởng": Minh Dự, Huỳnh Lý
- Tham khảo: [23][24][25]

| Trình diễn với khách mời | Trình diễn với khách mời | Trình diễn với khách mời                        | Trình diễn với khách mời             | Trình diễn với khách mời | Trình diễn với khách mời |
| Liên minh                | Thành viên               | Bài hát biểu diễn (Tác giả)                     | Khách mời                            | Điểm                     | Kết quả                  |
| ------------------------ | ------------------------ | ----------------------------------------------- | ------------------------------------ | ------------------------ | ------------------------ |
| A1                       | Vũ Thảo My               | "Mưa phi trường" (Việt Anh)                     | WEAN                                 | 265                      | Thắng                    |
| B2                       | Lâm Bảo Ngọc             | "Yêu thì yêu không yêu thì yêu" (Hứa Kim Tuyền) | Hoàng Dũng                           | 256                      | Nguy hiểm                |
| Trình diễn tam ca        |                          |                                                 |                                      |                          |                          |
| Liên minh                | Thành viên               | Bài hát biểu diễn (Tác giả)                     | Bài hát biểu diễn (Tác giả)          | Điểm                     | Kết quả                  |
| B2                       | Ngọc Anh                 | "Riêng một góc trời" (Ngô Thụy Miên)            | "Riêng một góc trời" (Ngô Thụy Miên) | 274                      | Thắng                    |
| B2                       | Hoàng Hải                | "Riêng một góc trời" (Ngô Thụy Miên)            | "Riêng một góc trời" (Ngô Thụy Miên) | 274                      | Thắng                    |
| B2                       | Phan Duy Anh             | "Riêng một góc trời" (Ngô Thụy Miên)            | "Riêng một góc trời" (Ngô Thụy Miên) | 274                      | Thắng                    |
| A1                       | Thu Minh                 | "Đường xa ướt mưa" (Đức Huy)                    | "Đường xa ướt mưa" (Đức Huy)         | 264                      | Nguy hiểm                |
| A1                       | Lương Bích Hữu           | "Đường xa ướt mưa" (Đức Huy)                    | "Đường xa ướt mưa" (Đức Huy)         | 264                      | Nguy hiểm                |
| A1                       | Ogenus                   | "Đường xa ướt mưa" (Đức Huy)                    | "Đường xa ướt mưa" (Đức Huy)         | 264                      | Nguy hiểm                |

- Tiết mục khách mời: "Ngu nghếch" của Hoàng Dũng – "Hóa ra anh vừa đi hái hoa" của WEAN, thể hiện bởi Hoàng Dũng và WEAN.

- Ngày phát sóng: 20 tháng 10 năm 2024
- Tham khảo: [26][27]

| Trình diễn song ca | Trình diễn song ca | Trình diễn song ca | Trình diễn song ca                                          | Trình diễn song ca | Trình diễn song ca | Trình diễn song ca | Trình diễn song ca |
| #                  | Liên minh          | Thành viên         | Bài hát biểu diễn (Tác giả)                                 | Điểm               | Tổng điểm          | Điểm cá nhân       | Kết quả            |
| ------------------ | ------------------ | ------------------ | ----------------------------------------------------------- | ------------------ | ------------------ | ------------------ | ------------------ |
| 1                  | A1                 | Thu Minh           | "Ừ, em xin lỗi" (Khắc Hưng, Ogenus)                         | 253                | 1039               | 257                | AN TOÀN            |
| 1                  | A1                 | Lương Bích Hữu     | "Ừ, em xin lỗi" (Khắc Hưng, Ogenus)                         | 253                | 1039               | 265                | AN TOÀN            |
| 2                  | B2                 | Phan Duy Anh       | "Em và tôi" – "Trời giấu trời mang đi" (Thanh Tùng, ViruSs) | 231                | 1036               | 229                | LOẠI               |
| 2                  | B2                 | Lâm Bảo Ngọc       | "Em và tôi" – "Trời giấu trời mang đi" (Thanh Tùng, ViruSs) | 231                | 1036               | 246                | NGUY HIỂM          |
| 3                  | B2                 | Ngọc Anh           | "Đại minh tinh" (Hứa Kim Tuyền)                             | 275                | 1036               | 272                | LOẠI               |
| 3                  | B2                 | Hoàng Hải          | "Đại minh tinh" (Hứa Kim Tuyền)                             | 275                | 1036               | 273                | NGUY HIỂM          |
| 4                  | A1                 | Ogenus             | "Xem như em chẳng may" (Nguyễn Văn Trung, Ogenus)           | 257                | 1039               | 258                | AN TOÀN            |
| 4                  | A1                 | Vũ Thảo My         | "Xem như em chẳng may" (Nguyễn Văn Trung, Ogenus)           | 257                | 1039               | 243                | AN TOÀN            |

- Tiết mục khách mời: "Đừng kéo đôi chân em lại" của Huỳnh Văn, thể hiện bởi Hà Nhi.

#### Trận 2: A2 v B1
- Ngày phát sóng: 13 tháng 10 năm 2024
- Chủ đề: Tình rất tình
- "Thuyền trưởng": Minh Dự, Huỳnh Lý
- Tham khảo: [28][29]

| Trình diễn với khách mời | Trình diễn với khách mời | Trình diễn với khách mời                                      | Trình diễn với khách mời                  | Trình diễn với khách mời | Trình diễn với khách mời |
| Liên minh                | Thành viên               | Bài hát biểu diễn (Tác giả)                                   | Khách mời                                 | Điểm                     | Kết quả                  |
| ------------------------ | ------------------------ | ------------------------------------------------------------- | ----------------------------------------- | ------------------------ | ------------------------ |
| A2                       | Mai Tiến Dũng            | "Nỗi nhớ đầy vơi" (Nguyễn Hoàng Tôn, Pháp Kiều, Orange, LyLy) | Pháp Kiều                                 | 266                      | Thắng                    |
| B1                       | Dương Edward             | "Đổi thay" (Nguyễn Kim Tuấn)                                  | Ali Hoàng Dương                           | 239                      | Nguy hiểm                |
| Trình diễn tam ca        |                          |                                                               |                                           |                          |                          |
| Liên minh                | Thành viên               | Bài hát biểu diễn (Tác giả)                                   | Bài hát biểu diễn (Tác giả)               | Điểm                     | Kết quả                  |
| A2                       | LyLy                     | "Tiếng gió xôn xao" (Tường Văn, Orange)                       | "Tiếng gió xôn xao" (Tường Văn, Orange)   | 234                      | Nguy hiểm                |
| A2                       | Thanh Lam                | "Tiếng gió xôn xao" (Tường Văn, Orange)                       | "Tiếng gió xôn xao" (Tường Văn, Orange)   | 234                      | Nguy hiểm                |
| A2                       | Orange                   | "Tiếng gió xôn xao" (Tường Văn, Orange)                       | "Tiếng gió xôn xao" (Tường Văn, Orange)   | 234                      | Nguy hiểm                |
| B1                       | Quang Linh               | "Lớn rồi còn khóc nhè" (Nguyễn Hải Phong)                     | "Lớn rồi còn khóc nhè" (Nguyễn Hải Phong) | 253                      | Thắng                    |
| B1                       | Thanh Hà                 | "Lớn rồi còn khóc nhè" (Nguyễn Hải Phong)                     | "Lớn rồi còn khóc nhè" (Nguyễn Hải Phong) | 253                      | Thắng                    |
| B1                       | Phạm Anh Duy             | "Lớn rồi còn khóc nhè" (Nguyễn Hải Phong)                     | "Lớn rồi còn khóc nhè" (Nguyễn Hải Phong) | 253                      | Thắng                    |

- Tiết mục khách mời: "Doc" của Pháp Kiều – "Theo anh" của Nguyễn Minh Cường, thể hiện bởi Pháp Kiều và Ali Hoàng Dương.

- Ngày phát sóng: 27 tháng 10 năm 2024
- Tham khảo: [30][31][32]

| Trình diễn song ca | Trình diễn song ca | Trình diễn song ca | Trình diễn song ca                              | Trình diễn song ca | Trình diễn song ca | Trình diễn song ca | Trình diễn song ca |
| #                  | Liên minh          | Thành viên         | Bài hát biểu diễn (Tác giả)                     | Điểm               | Tổng điểm          | Điểm cá nhân       | Kết quả            |
| ------------------ | ------------------ | ------------------ | ----------------------------------------------- | ------------------ | ------------------ | ------------------ | ------------------ |
| 1                  | B1                 | Thanh Hà           | "Xin lỗi" – "Anh ơi ở lại" (Hồ Tiến Đạt, Đạt G) | 269                | 1019               | —                  | LOẠI               |
| 1                  | B1                 | Phạm Anh Duy       | "Xin lỗi" – "Anh ơi ở lại" (Hồ Tiến Đạt, Đạt G) | 269                | 1019               | 263                | NGUY HIỂM          |
| 2                  | A2                 | LyLy               | "Khóc" (Đông Nhi, LyLy, Orange)                 | 279                | 1052               | 271                | AN TOÀN            |
| 2                  | A2                 | Orange             | "Khóc" (Đông Nhi, LyLy, Orange)                 | 279                | 1052               | 267                | AN TOÀN            |
| 3                  | A2                 | Thanh Lam          | "Ôi quê tôi" (Lê Minh Sơn, Mai Tiến Dũng)       | 273                | 1052               | 275                | AN TOÀN            |
| 3                  | A2                 | Mai Tiến Dũng      | "Ôi quê tôi" (Lê Minh Sơn, Mai Tiến Dũng)       | 273                | 1052               | 243                | AN TOÀN            |
| 4                  | B1                 | Dương Edward       | "Chân tình" (Trần Lê Quỳnh)                     | 258                | 1019               | 246                | LOẠI               |
| 4                  | B1                 | Quang Linh         | "Chân tình" (Trần Lê Quỳnh)                     | 258                | 1019               | 250                | NGUY HIỂM          |

- Tiết mục khách mời: "Khiêu vũ dưới trăng" của Hiếu Bae và Erik, thể hiện bởi Erik.

### Vòng 4: Liveshow 3
Tại vòng công diễn thứ ba, 12 ca sĩ được bốc thăm chia làm hai liên minh mới, mỗi liên minh gồm ba ca sĩ truyền lửa và ba ca sĩ kế thừa. Các liên minh trải qua hai lượt thi đấu: 
- Lượt 1: Trình diễn của các cặp song ca trong mỗi liên minh, tổng cộng sáu bài hát.
- Lượt 2: Trình diễn song ca đối đầu của hai thành viên đại diện hai liên minh, tổng cộng hai bài hát. Bốn thành viên còn lại của liên minh tham gia vào một tiết mục trình diễn.

Tổng hợp kết quả của các tiết mục, các cặp ca sĩ gạo cội và ca sĩ trẻ có số điểm bình chọn thấp nhất (một cặp từ liên minh chiến thắng và hai cặp từ liên minh thua cuộc) rơi vào vòng nguy hiểm, và một ca sĩ gạo cội và một ca sĩ trẻ thấp điểm nhất trong số này sẽ phải chia tay với chương trình.
- Ngày phát sóng: 3 và 10 tháng 11 năm 2024
- Tham khảo: [33][34]

| Trình diễn song ca | Trình diễn song ca | Trình diễn song ca | Trình diễn song ca                                                 | Trình diễn song ca |
| #                  | Liên minh          | Thành viên         | Bài hát biểu diễn (Tác giả)                                        | Điểm               |
| ------------------ | ------------------ | ------------------ | ------------------------------------------------------------------ | ------------------ |
| 1                  | Liên minh 2        | Mai Tiến Dũng      | "Em không quay về" (Nguyễn Hoàng Tôn, LyLy)                        | 271                |
| 1                  | Liên minh 2        | LyLy               | "Em không quay về" (Nguyễn Hoàng Tôn, LyLy)                        | 271                |
| 2                  | Liên minh 1        | Thu Minh           | "Hào quang" (Baovu, Rhyder, Pháp Kiều)                             | 265                |
| 2                  | Liên minh 1        | Vũ Thảo My         | "Hào quang" (Baovu, Rhyder, Pháp Kiều)                             | 265                |
| 3                  | Liên minh 1        | Lương Bích Hữu     | "Đôi mi em đang u sầu" – "Xin anh đừng" (GOLK MK, Đỗ Hiếu, Ogenus) | 277                |
| 3                  | Liên minh 1        | Ogenus             | "Đôi mi em đang u sầu" – "Xin anh đừng" (GOLK MK, Đỗ Hiếu, Ogenus) | 277                |
| 4                  | Liên minh 2        | Thanh Lam          | "Nơi mình dừng chân" (Khắc Hưng, Orange)                           | 268                |
| 4                  | Liên minh 2        | Orange             | "Nơi mình dừng chân" (Khắc Hưng, Orange)                           | 268                |
| 5                  | Liên minh 1        | Quang Linh         | "Đừng ngoảnh lại" (Lưu Hương Giang, Phạm Anh Duy)                  | 267                |
| 5                  | Liên minh 1        | Phạm Anh Duy       | "Đừng ngoảnh lại" (Lưu Hương Giang, Phạm Anh Duy)                  | 267                |
| 6                  | Liên minh 2        | Hoàng Hải          | "Shh! Chỉ ta biết thôi" (Nguyễn Phúc Thiện)                        | 275                |
| 6                  | Liên minh 2        | Lâm Bảo Ngọc       | "Shh! Chỉ ta biết thôi" (Nguyễn Phúc Thiện)                        | 275                |

- Tiết mục khách mời: "Khóa ly biệt" của Đông Thiên Đức, thể hiện bởi Anh Tú.

| Trình diễn song ca đối đầu | Trình diễn song ca đối đầu | Trình diễn song ca đối đầu | Trình diễn song ca đối đầu                                                                  | Trình diễn song ca đối đầu | Trình diễn song ca đối đầu | Trình diễn song ca đối đầu | Trình diễn song ca đối đầu |
| #                          | Liên minh                  | Thành viên                 | Bài hát biểu diễn (Tác giả)                                                                 | Điểm                       | Điểm                       | Điểm cá nhân               | Kết quả                    |
| -------------------------- | -------------------------- | -------------------------- | ------------------------------------------------------------------------------------------- | -------------------------- | -------------------------- | -------------------------- | -------------------------- |
| 1                          | Liên minh 1                | Phạm Anh Duy               | "Đường cong" (Nguyễn Hải Phong, Orange)                                                     | 100                        | 100                        | —                          | AN TOÀN                    |
| 1                          | Liên minh 2                | Orange                     | "Đường cong" (Nguyễn Hải Phong, Orange)                                                     | 0                          | 0                          | —                          | AN TOÀN                    |
| 2                          | Liên minh 1                | Thu Minh                   | "Tình 2000" – "Có không giữ mất đừng tìm" (Võ Thiện Thanh, Bùi Công Nam)                    | 50                         | 50                         | —                          | AN TOÀN                    |
| 2                          | Liên minh 2                | Thanh Lam                  | "Tình 2000" – "Có không giữ mất đừng tìm" (Võ Thiện Thanh, Bùi Công Nam)                    | 50                         | 50                         | —                          | AN TOÀN                    |
| Trình diễn tứ ca           |                            |                            |                                                                                             |                            |                            |                            |                            |
| #                          | Liên minh                  | Thành viên                 | Bài hát biểu diễn (Tác giả)                                                                 | Điểm                       | Tổng điểm                  | Điểm cá nhân               | Kết quả                    |
| 1                          | Liên minh 1                | Quang Linh                 | "Giữ lấy làm gì" – "Ngày mai" (Grey D, Nguyễn Duy Đức, Lưu Thiên Hương, Ogenus, Vũ Thảo My) | 100                        | 1059                       | 528                        | NGUY HIỂM                  |
| 1                          | Liên minh 1                | Vũ Thảo My                 | "Giữ lấy làm gì" – "Ngày mai" (Grey D, Nguyễn Duy Đức, Lưu Thiên Hương, Ogenus, Vũ Thảo My) | 100                        | 1059                       | 530                        | NGUY HIỂM                  |
| 1                          | Liên minh 1                | Lương Bích Hữu             | "Giữ lấy làm gì" – "Ngày mai" (Grey D, Nguyễn Duy Đức, Lưu Thiên Hương, Ogenus, Vũ Thảo My) | 100                        | 1059                       | —                          | AN TOÀN                    |
| 1                          | Liên minh 1                | Ogenus                     | "Giữ lấy làm gì" – "Ngày mai" (Grey D, Nguyễn Duy Đức, Lưu Thiên Hương, Ogenus, Vũ Thảo My) | 100                        | 1059                       | —                          | AN TOÀN                    |
| 2                          | Liên minh 2                | Mai Tiến Dũng              | "Lời tỏ tình dễ thương" (1&2) (Ngọc Sơn, LyLy)                                              | 0                          | 864                        | 507                        | LOẠI                       |
| 2                          | Liên minh 2                | LyLy                       | "Lời tỏ tình dễ thương" (1&2) (Ngọc Sơn, LyLy)                                              | 0                          | 864                        | 539                        | NGUY HIỂM                  |
| 2                          | Liên minh 2                | Hoàng Hải                  | "Lời tỏ tình dễ thương" (1&2) (Ngọc Sơn, LyLy)                                              | 0                          | 864                        | 543                        | NGUY HIỂM                  |
| 2                          | Liên minh 2                | Lâm Bảo Ngọc               | "Lời tỏ tình dễ thương" (1&2) (Ngọc Sơn, LyLy)                                              | 0                          | 864                        | 528                        | LOẠI                       |

- Tiết mục khách mời: "Chân thành" của MaiQuinn, Captain, Rhyder và WEAN, thể hiện bởi Rhyder; "Đóa phù dung cuối cùng" của Thanh Hưng, thể hiện bởi Đức Phúc (hát) và Hùng Huỳnh (múa).

### Vòng 5: Bán kết
Ở vòng bán kết, các ca sĩ truyền lửa và kế thừa trở lại thành các cặp song ca như ban đầu, mỗi cặp song ca trình diễn một tiết mục cùng với ban nhạc. Hai cặp đôi có số điểm bình chọn thấp nhất sẽ bị loại.
- Ngày phát sóng: 17 tháng 11 năm 2024
- Khán giả đặc biệt: MLee
- Tham khảo:

| # | Ca sĩ trẻ    | Ca sĩ gạo cội  | Bài hát biểu diễn (Tác giả)                                                                           | Điểm bình chọn | Kết quả |
| - | ------------ | -------------- | --- | -------------- | ------- |
| 1 | LyLy         | Hoàng Hải      | "Cha và con gái" – "Sao cha không" (Nguyễn Văn Chung, Phan Mạnh Quỳnh, Kim Tử Long, LyLy)             | 261            | LOẠI    |
| 2 | Orange       | Thanh Lam      | "Áo mới Cà Mau" (Thanh Sơn, Orange)                                                                   | 286            | AN TOÀN |
| 3 | Ogenus       | Lương Bích Hữu | "Đứa con hư" – "Bát cơm mặn" (Nguyễn Hồng Thuận, Orange, Mew Amazing, Ogenus)                         | 265            | AN TOÀN |
| 4 | Phạm Anh Duy | Quang Linh     | "Chân quê" – "Về đi em" (Trung Đức, Nguyễn Bính, Trần Tiến)                                           | 263            | LOẠI    |
| 5 | Vũ Thảo My   | Thu Minh       | "Giọt mưa thu" – "Tình đầu quá chén" (Bùi Công Kỳ, Đặng Thế Phong, Quang Hùng MasterD, Xuân Định K.Y) | 289            | AN TOÀN |

- Tiết mục khách mời: "Catch Me If You Can" của REDT, Nicky, Công Dương, Negav và Quang Hùng MasterD, thể hiện bởi Quang Hùng MasterD.

### Chung kết – Đêm công bố và trao giải
- Ngày phát sóng: 24 tháng 11 & 1 tháng 12 năm 2024
- Tham khảo:

| # | Ca sĩ trẻ  | Ca sĩ gạo cội  | Bài hát biểu diễn (Tác giả)                                                | Điểm bình chọn | Kết quả   |
| - | ---------- | -------------- | -------------------------------------------------------------------------- | -------------- | --------- |
| 1 | Vũ Thảo My | Thu Minh       | "Xinh" – "Bay" (Nathan Lee, Nguyễn Hải Phong)                              | 479            | QUÁN QUÂN |
| 2 | Orange     | Thanh Lam      | "Tự sự" – "Có bao lần" (Orange, Châu Văn)                                  | 472            | Á QUÂN    |
| 3 | Ogenus     | Lương Bích Hữu | "Đi giữa trời rực rỡ" – "Gặp nhau giữa rừng mơ" (Ngô Lan Hương, Bảo Chung) | 468            | Á QUÂN    |

- Tiết mục khách mời: "Chơi vơi" của Phương Uyên và Thiều Bảo Trang, thể hiện bởi Ngọc Anh và Lâm Bảo Ngọc; "Kim phút kim giờ" của DC Tâm và LyLy, thể hiện bởi Hoàng Hải, LyLy và Mai Tiến Dũng; "Ừ thì chia tay" của Captain Boy và Rhyder, thể hiện bởi Captain Boy.

| # | Người biểu diễn                       | Bài hát biểu diễn (Tác giả)                                            |
| - | ------------------------------------- | ---------------------------------------------------------------------- |
| 1 | Hồ Ngọc Hà                            | "Cây đèn thần" (Trid Minh)                                             |
| 2 | Vũ Thảo My 24k.Right                  | "Bứt phá từ hôm nay" (Nguyễn Công Thành, 24k.Right)                    |
| 3 | Song Luân JSOL HIEUTHUHAI Dương Domic | "Sao hạng A" (HIEUTHUHAI, Dương Domic)                                 |
| 4 | Văn Mai Hương Vương Bình              | "Mưa tháng sáu" – "Cho phép tôi mời em một ly" (Hứa Kim Tuyền, Grey D) |
| 5 | Lương Bích Hữu Ogenus                 | "Nàng" – "Hương" (Ogenus, Hứa Kim Tuyền)                               |

- Các giải thưởng phụ:
  - OG ấn tượng: Thanh Lam
  - Gen Z đột phá: Ogenus
  - Màn kết hợp ấn tượng: "Đại minh tinh" – Ngọc Anh, Hoàng Hải
  - Tiết mục trình diễn ấn tượng: "Lời tỏ tình dễ thương" (1&2) – Hoàng Hải, Lâm Bảo Ngọc, LyLy, Mai Tiến Dũng
  - Bài hát được yêu thích nhất: "Bật tình yêu lên" – Quang Linh, Phạm Anh Duy

## Đón nhận
Tập 1 của chương trình đã thu về hơn 1,1 triệu lượt xem trên YouTube (tính đến ngày 27 tháng 8) và đạt top 1 rating của kênh truyền hình VTV3 theo số liệu của Kantar Media. Một bài phân tích trên Người Lao Động cho biết, sự kết hợp bất ngờ giữa hai thế hệ nghệ sĩ, cùng tạo nên làn gió mới cho các ca khúc vang bóng một thời chính là yếu tố giúp Bài hát của chúng ta được ủng hộ ngay khi mới ra mắt. Chương trình cũng đã thu hút tổng cộng hơn 1 tỷ lượt xem trên các nền tảng mạng xã hội và ứng dụng VieON.

## Tranh cãi

### Liên quan đến tác quyền
Trong tập đầu tiên, ca khúc "Hương đêm bay xa" đã được LyLy lựa chọn để thể hiện, với sự góp giọng của Orange ở cuối tiết mục. Sau khi tiết mục này lên sóng, nhạc sĩ Châu Đăng Khoa – tác giả của ca khúc – đã lên tiếng tố cáo hai nữ ca sĩ đã hát bài của anh mà không xin phép, mặc dù trước đây anh từng tuyên bố sẽ không cho phép họ biểu diễn bất cứ bài hát nào của mình. Trước vấn đề này, đại diện nhà sản xuất cho biết, tất cả các ca khúc có trong chương trình đều được mua bản quyền từ Cục Sở hữu trí tuệ Việt Nam, đồng thời cho biết thêm họ đang làm việc với Cục và sẽ sớm đưa ra thông báo cụ thể. Hai ngày sau, LyLy lên tiếng phản hồi rằng ê-kíp chương trình đã làm đúng theo quy trình sử dụng ca khúc thông qua Trung tâm Bảo vệ Quyền tác giả Âm nhạc Việt Nam. Cô cũng cho biết là đã chủ động lựa chọn ca khúc "Hương đêm bay xa" cho tiết mục trình diễn của mình chứ không liên quan đến bất kỳ ai khác; và sự góp mặt của Orange cùng Ogenus ở cuối phần trình diễn là ý tưởng của đạo diễn sân khấu. Liên quan đến việc Châu Đăng Khoa cấm LyLy sử dụng các ca khúc do anh sáng tác, cô cho biết chưa có thông báo chính thức và công khai nào trước đây của anh về vấn đề này; đồng thời khẳng định cô chỉ hát các ca khúc mà cô tự sáng tác. "Những chuyện không hay xảy ra đã lâu, bản thân Ly cũng không còn để tâm nữa nên dẫn đến việc không khéo trong khâu chọn bài hát, phiền đến tác giả cũng như ban tổ chức của chương trình. Ly xin được rút kinh nghiệm", cô nói thêm.

### Kết quả bình chọn
Việc cặp đôi Thu Minh - Vũ Thảo My được công bố là quán quân của chương trình trong đêm công bố kết quả vào ngày 1 tháng 12 đã tạo nên những tranh luận trái chiều. Nhiều bình luận để lại trên fanpage của chương trình cho rằng kết quả này chưa thuyết phục là bởi cả hai không mang lại nhiều tiết mục có độ lan toả cao cho chương trình, các phần trình diễn chưa đủ sự đột phá. Trong khi đó, nhiều khán giả bày tỏ sự tiếc nuối cho cặp đôi NSND Thanh Lam - Orange, những người đã thể hiện nỗ lực bứt phá rõ rệt và phong độ ổn định nhất chương trình, cho rằng họ xứng đáng hơn với ngôi vị cao nhất; Orange thậm chí còn không giành được một giải thưởng cá nhân nào.